# Mostly Ghostly
Mostly Ghostly è una serie di libri scritti da R. L. Stine.

## Libri
- La vendetta dello spettro (Who Let the Ghosts Out?) (2004)
- Un demone in corpo (Have You Met My Ghoulfriend?) (2004)
- La casa stregata (One Night in Doom House) (2005)
- Duello mortale a Snake Lake (Little Camp of Horrors) (2005)
- Ghouls Gone Wild! (2005)
- Let's Get This Party Haunted! (2005)
- Freaks and Shrieks (2005)
- Don't Close Your Eyes! (2006)

## Trasposizioni
Dai primi tre libri della serie sono stati tratti due film:
- R.L. Stine: I racconti del brivido - Fantasmagoriche avventure (Mostly Ghostly) (2008)
- Mostly Ghostly: Have You Met My Ghoulfriend? (2015)
- Mostly Ghostly: One Night in Doom House  (2016)